# توريبيو رودريغيز دي مندوزا
توريبيو رودريغيز دي مندوزا (بالإسبانية: Toribio Rodríguez de Mendoza)‏ هو أستاذ جامعي بيروفي، ولد في 15 أبريل 1750 في شاشابوياس في بيرو، وتوفي في 1825 في ليما في بيرو.